# Roger Vandenberghe
Pour les articles homonymes, voir Vandenberghe.
 (août 2015).
Roger Vandenberghe (né Robert Adler), surnommé Vanden, ou Le tigre noir, 26 octobre 1927 à Paris et mort le 5 janvier 1952 à Nam Định, est un militaire français.
C'est le sous-officier le plus décoré de l'Armée de terre française au XXe siècle, avec dix-huit citations et huit blessures, principalement gagnées pendant la guerre d'Indochine. Il mena un grand nombre d'opérations « coup de poing » de nuit derrière les lignes vietminh, à la tête de son commando de partisans vietnamiens surnommé « les tigres noirs ». Il faisait peur aux Viet-minhs à tel point que sa tête avait été mise à prix. Il fut trahi et assassiné par un de ses hommes (ancien du Viet-minh) à l'âge de 24 ans.
« Que la France me donne cent Vandenberghe, et nous vaincrons le Viet-minh… » Général de Lattre de Tassigny.

## Enfance
Roger Vandenberghe naît le 26 octobre 1927 dans le 14e arrondissement de Paris. Son père Emile Raoul Vandenberghe (né au Havre le 26 décembre 1885), invalide de guerre (gazé) d'origine belge, gravement atteint par la tuberculose et au chômage, doit partir peu de temps après dans un sanatorium pour se faire soigner. Sa mère Toba Adler, née à Galatz, Roumanie (à ne pas confondre avec la région espagnole de Galice),) et de confession juive (ce qui lui vaudra par la suite la déportation par le convoi 66 du camp de Drancy au camp d'Auschwitz le 20/01/1944; elle n'est pas revenue de déportation), tente alors de subvenir aux besoins de sa famille en faisant des ménages, mais, malade à son tour, elle se résout finalement à placer Roger et son frère Albert (né Albert Adler), de trois ans son aîné, à l'Assistance publique en 1932. Ils passent là des années difficiles en internat. En 1935, ils sont confiés à deux familles de paysans béarnais du village d'Arthez-de-Béarn pour aider aux champs tout en continuant à aller à l'école.
Durant ces années à la campagne, le jeune Roger n'est guère porté sur les études. Il préfère de beaucoup parcourir les collines environnantes, gardant les troupeaux et se faisant remarquer par son habileté à la fronde et ses talents de braconnier. Malgré tout, il réussit à décrocher son certificat d'études en 1938. L'année suivante, leur père décède et la guerre éclate.

## Premiers combats
Il veut s'engager dans la Résistance mais, malgré sa forte carrure, il est refusé car trop jeune. Enfin, le 14 juillet 1944, à l'âge de 16 ans, avec son frère, il rejoint le Corps franc Pommiès lequel, d'un point de vue opérationnel, dépend directement du B.C.R.A de Londres. Il s'illustre rapidement au sein de cette troupe qui est la première à rentrer en Alsace. Le 10 janvier 1945, à 17 ans, il est blessé par l'explosion d'une mine alors qu'il menait une reconnaissance pour laquelle il s'était porté volontaire. Cette action lui vaut d'être cité à l'ordre du régiment. À la fin de la guerre, Vanden, comme on le surnomme dès lors, décide de rester dans l'armée. Il est alors affecté le 12 février à la 2e compagnie du 49e régiment d'infanterie, formé des anciens du Corps franc Pommiès, qui est stationné en Allemagne. Nommé caporal en 1946, il se porte volontaire avec son frère pour l'Indochine et rejoint le 2e bataillon de marche du Corps expéditionnaire français en Extrême-Orient.

## Le séjour en Indochine

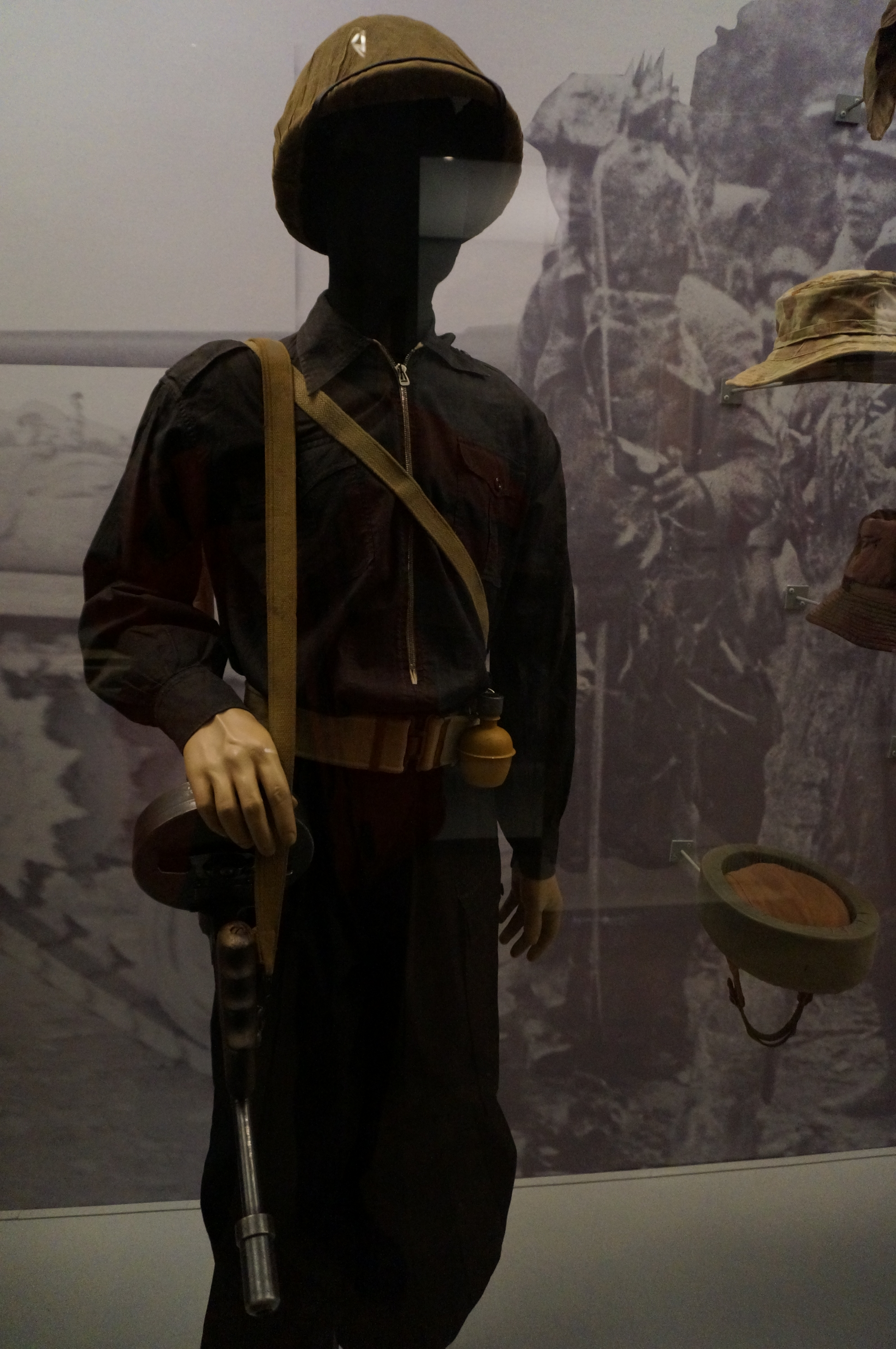
Exemple de commando Vandenberghe, Musée de l'armée.

Le 11 janvier 1947, Vanden embarque à Marseille. Un mois plus tard, il arrive à Tourane en Annam et tombe sous le charme de ce pays qu'il a l'impression de connaître depuis toujours.
Le 6 janvier 1948, son frère aîné Albert est tué à Ha Dong lors d'un assaut ; après la mort de son frère, son destin se cristallise. Ce deuil terrible qui le prive de toute famille de sang sera probablement la principale source de sa motivation dans ses futurs combats.
Grièvement blessé en février 1949 alors qu'il est sergent et chef d'une section de partisans du 6e Régiment d'Infanterie coloniale, il est fait Chevalier de la légion d'honneur à 21 ans. Après huit mois de convalescence, il revient en Indochine. De nombreux faits d'armes sont accomplis, entre autres en mai 1951, l'attaque de Ninh Binh pour récupérer le corps du lieutenant Bernard de Lattre de Tassigny, tué lors de la chute de son poste dans cette région dite des calcaires.
Plus tard, le général de Lattre de Tassigny, commandant le Corps expéditionnaire français en Extrême-Orient, décide la création de 8 commandos Nord-Vietnam, unités légères avec des supplétifs encadrés par des sous-officiers et officiers français. L'objectif est de porter des coups au viet-minh en employant les mêmes méthodes que lui. Le nombre de commando monte à 45, dont le n°24 commandé par l'adjudant-chef Vandenberghe avec deux fidèles adjoints, le sergent Puel, un Béarnais issu comme lui du 49e régiment d'infanterie, et de Tran Dinh Vy, un ancien instituteur qui finira, plus tard, colonel de la Légion étrangère.
Le commando no 24 dit commando "Vandenberghe", tout de noir vêtu, qu'il nommera par la suite "Les Tigres Noirs", comprenait des partisans ainsi que des ralliés, peu nombreux au départ (environ 50) ; par la suite, il en augmenta le nombre, ce qui ne lui permit plus de suivre tout son monde et de s'assurer de la fiabilité de chacun.
En se faisant passer pour prisonnier de ses propres hommes grimés en soldat du Viet-minh, il attaque un PC viet-minh qu'il investit après une pénétration de plusieurs kilomètres en territoire non contrôlé. Il aura avec lui des hommes qui égaleront son courage et reconnaîtront sa valeur de chef et d'éminent stratège qui a su assimiler les tactiques de ses adversaires. Il avait parfaitement compris et imité la méthode de la guérilla indépendantiste d'infiltration sur les arrières de l'adversaire, et avec une grande méticulosité, il décuplait l'efficacité de ses coups de main. L'adjudant-chef Vanden était un homme grand, athlétique, mais taciturne. Il ne fumait pas et ne buvait pas ; sa vie se résume à cette époque exclusivement à son commando et à l'Indochine qu’il adore. Redoutable combattant, ses hommes le suivaient partout.
Parmi ses hommes se trouvaient le caporal Ehret, jeune Alsacien ; Hubert, un opérateur-radio métis ; le sergent Gracelli, le sergent Puel (24 ans, médaille militaire et 6 citations, il sera tué en même temps que son chef) et le sergent vietnamien Tran Dinh Vy (qui plus tard, après un passage dans l'armée vietnamienne et la chute de Saïgon, finira comme colonel de la Légion étrangère avec Légion d'honneur, médaille militaire et 20 citations tant françaises qu'américaines et vietnamiennes). Il est à noter que Vanden était sur le tableau d’avancement pour le grade de sous-lieutenant juste avant sa mort.
Le 5 janvier 1952, le sous-lieutenant Nguien Tinh Khoï (ancien commandant de l'unité d'assaut du régiment 36 de la brigade 308 du Viêt-minh, capturé lors de la bataille du Day en 1951) le trahit et l'assassine pendant son sommeil à Nam Định, ainsi que le sergent Puel. Vanden aura traversé la guerre d’Indochine comme un éclair et est mort à 24 ans.
Sa tombe portait le numéro 263 au cimetière de Nam Định. Avec l'appui de plusieurs associations d'anciens combattants d'Indochine, son cercueil, ainsi que celui de son frère Albert, sont rapatriés en France dans leurs régions d'adoption en 1987, Albert au cimetière d'Arthez-de-Béarn et Roger au cimetière de Castillon, un village voisin. Une stèle en son nom domine la vallée du Béarn.

## Honneurs et distinctions
- La 27e promotion (1968) de l'École nationale des sous-officiers d'active de Saint-Maixent-l'École porte le nom de Adjudant-Chef Vandenberghe.
- Le Chœur Montjoie Saint Denis rend hommage à Vanden par un chant homonyme sur leur album Chants d'Europe IV.

### Décorations
- Chevalier de la Légion d'honneur (6 juillet 1949)
- Médaille militaire (27 juin 1948)
- Croix de guerre 1939–1945 (1 citation)
- Croix de guerre des Théâtres d'opérations extérieurs (17 citations dont 9 palmes)
- Médaille des blessés militaires (8 blessures de guerre)

### Citations[10]
- Citation à l'ordre du régiment et attribution de la Croix de guerre 1939-1945 avec étoile de bronze (9 février 1945)
- Citation à l'ordre de la brigade et attribution de la Croix de guerre des TOE avec étoile de bronze (8 juin 1947)
- Citation à l'ordre de la brigade et attribution de la Croix de guerre des TOE avec étoile de bronze (10 janvier 1948)
- Citation à l'ordre de la division et attribution de la Croix de guerre des TOE avec étoile d'argent (28 avril 1948)
- Médaille militaire, citation à l'ordre de l'armée et attribution de la Croix de guerre des TOE avec palme (27 octobre 1948)
- Citation à l'ordre du corps d'armée et attribution de la Croix de guerre des TOE avec étoile de vermeil (30 novembre 1948)
- Citation à l'ordre de l'armée et attribution de la Croix de guerre des TOE avec palme (31 janvier 1949)
- Citation à l'ordre de la brigade et attribution de la Croix de guerre des TOE avec étoile de bronze (14 mars 1949)
- Citation à l'ordre de l'armée et attribution de la Croix de guerre des TOE avec palme (25 mars 1949)
- Citation à l'ordre de l'armée et attribution de la Croix de guerre des TOE avec palme (21 avril 1949)
- Chevalier de la Légion d'honneur, citation à l'ordre de l'armée et attribution de la Croix de guerre des TOE avec palme (6 juillet 1949)
- Citation à l'ordre du corps d'armée et attribution de la Croix de guerre des TOE avec étoile de vermeil (25 août 1950)
- Citation à l'ordre du corps d'armée et attribution de la Croix de guerre des TOE avec étoile de vermeil (16 décembre 1950)
- Citation à l'ordre du corps d'armée et attribution de la Croix de guerre des TOE avec étoile de vermeil (19 septembre 1951)
- Citation à l'ordre de l'armée et attribution de la Croix de guerre des TOE avec palme (19 septembre 1951)
- Citation à l'ordre de l'armée et attribution de la Croix de guerre des TOE avec palme (13 décembre 1951)
- Citation à l'ordre de l'armée et attribution de la Croix de guerre des TOE avec palme (22 février 1952)
- Citation à l'ordre de l'armée et attribution de la Croix de guerre des TOE avec palme à titre posthume (10 avril 1952)

### Blessures
- Blessé par mine (4 février 1945)
- Blessé à la cuisse droite par éclats de grenade (23 octobre 1947)
- Blessé à la cuisse droite par balle (21 février 1948)
- Blessé à la cuisse gauche et au bras droit par explosion de mine (12 janvier 1949)
- Blessé au thorax par balle (18 février 1949)
- Blessé à la cuisse droite par balle (12 février 1951)
- Blessé aux deux jambes par balles (30 mai 1951)
- Blessé à la cuisse gauche par balle (16 septembre 1951)